# Arrocha
L'arrocha est un genre musical et une danse brésilienne de couple lascive ayant émergé à Bahia, au Brésil. Les groupes du genre sont généralement composés d'un claviériste, d'un saxophoniste et d'un guitariste. Son origine en tant que genre établi et distinctif est citée dans la ville de Candeias, au début des années 2000. 

## Histoire
Les premiers groupes de brega avec clavier électronique remontent aux années 1970. Cette musique devient alors populaire dans les discothèques et les bars. Au cours de cette décennie, Odair José, Reginaldo Rossi, Fernando Mendes et Waldick Soriano se distinguent, contribuant à populariser ce nouveau genre musical dans les banlieues de Bahia. Cependant, ce n'est qu'à la fin des années 1990 que les labels discographiques commencent à éditer des disques d'arrocha, genre à ce moment-là encore connu sous le nom de « brega ». Le terme d'arrocha n'apparait qu'en 2004, lorsqu'il commence à être utilisé par les radios.
C'est la raison pour laquelle il y a tant de controverses quant à la date à laquelle on peut considérer que le style est né en tant que genre distinct des autres. L'origine même du terme brega est inconnue. Selon une hypothèse, il proviendrait des maisons closes de la région nord-est du Brésil, où ce type de musique était largement écouté. Le terme viendrait donc de la rue Manuel de « Nóbrega » à Salvador de Bahia, connue pour ses maisons closes.

## Accueil
La critique spécialisée brésilienne est hostile à l'arrocha, ainsi qu'à la brega de manière générale. Par exemple, Marco Antonio Marcondes, dans son ouvrage Enciclopedia de música brasileña, décrit le genre comme suit : « la musique la plus banale, évidente, directe, mielleuse et routinière possible, qui ne peut éviter l'usage de clichés dans la créativité musicale. » Pour Lúcia José, la brega contient des structures « organisées et maintenues sans opposition, provoquant chez les auditeurs une pasteurisation dans laquelle tous les arrangements sonnent comme un sifflet. »
Cependant, certains experts ne sont pas d'accord avec l'étiquette « ringarde » et « de mauvais goût » qui est imposée à ce genre musical. Pour l'historien Paulo Cesar de Araújo, « toutes les productions dans lesquelles le public ne s'identifie pas à la tradition ou à la modernité de la classe moyenne sont qualifiées d'obsolètes. » L'auteur Fernando Fontanella complète en disant que, dans un jeu de « hiérarchies culturelles », « la belle imagerie est toujours considérée par les institutions de l'hégémonie comme une légitimation des groupes dominants », ce qui expliquerait la relation de la « musique ringarde » ou du « mauvais goût » comme quelque chose qui provient d'un processus de structuration de classe qui tend à profiter à certains groupes en particulier.

## Arrochadeira
L'arrochadeira est un genre de fusion résultant du mélange de l'arrocha et de la swingueira. Le genre émerge au début des années 2010, plus précisément en 2014, dans l'État de Bahia, avec pour principales influences l'instrumentation et les percussions électroniques issues du rythme pagodão beat et la composition de textes à double sens de l'arrocha, avec de fortes traces de forró électronique. Le succès régional a fini par attirer plusieurs artistes du pagodão beat, mais la première chanson du genre à avoir des répercussions nationales a été Metralhadora de Banda Vingadora,.